# Doutrina Hallstein
A Doutrina Hallstein, assim nomeada em relação a Walter Hallstein, era a doutrina que regia a política exterior da República Federal Alemã, também denominada Alemanha Ocidental, entre 1955 e 1969.
De acordo com esta doutrina, a RFA tinha o direito exclusivo de representar internacionalmente a nação alemã, e exceptuando a União Soviética, a RFA não estabelecia nem mantinha relações diplomáticas com nenhum estado que reconhecesse a soberania da República Democrática Alemã, a Alemanha Oriental.
O primeiro país a que se aplicou esta medida foi a Jugoslávia em 1957. 
A Alemanha Oriental tentou evitar estas medidas estabelecendo relações diplomáticas com países da órbita soviética e com os estados recentemente descolonizados do Terceiro Mundo, especialmente as novas nações africanas.
A doutrina nunca foi muito popular, nem sequer entre os aliados ocidentais da RFA, sendo finalmente abandonada com a adopção da Ostpolitik pelo Chanceler Willy Brandt, que finalmente levou ao mútuo reconhecimento entre as duas Alemanhas. 